# Бустерчинская волость
Бустерчи́нская волость — административно-территориальная единица в составе Перекопского уезда Таврической губернии. Образована 8 (20) октября 1802 года как часть Таврической губернии, при реоганизации административного деления уездов, сохранявшегося со времён Крымского ханства, в основном из деревень Кырп Баул кадылыка Перекопского каймаканства.

## География
Волость располагалась на самом севере уезда в степном Крыму, занимая территорию Перекопского перешейка и прилегающие к Сивашу земли — практически — весь современный Красноперекопский район, за исключением некоторых сёл на востоке и небольшой участок на севере Первомайского района, в долинах рек Чатырлык и Воронцовка.

## Население
Население волости, согласно Ведомости о всех селениях, в Перекопском уезде состоящих… 1805 года, составляло 6 477 человек, в абсолютном большинстве — крымские татары, было ещё 268 цыган и 104 ясыра. В волости также официально числилось 10 российских поселян. Размещались жители в 43 деревнях, которые отличались довольно крупными для степных поселений размерами — видимо, это связано с расположением на основном торговом пути и близостью Сиваша, где население массово занималось соляным промыслом. Довольно небольшая по размерам, но одна из самых густонаселённых волостей степного Крыма.
Упразднена во время реформы волостного деления в 1829 году. Большая часть сёл передана в состав вновь образованной Ишуньской волости. Ввиду большой эмиграции крымских татар из степного Крыма в Турцию, некоторые деревни волости опустели и исчезли ещё в начале XIX века.